# Czerniki (sielsowiet Krupica)
Czerniki (biał. Чэрнікі, ros. Черники) – wieś na Białorusi, w obwodzie mińskim, w rejonie mińskim, w sielsowiecie Krupica. W 2009 roku liczyła 25 mieszkańców.